# Pantopipetta armoricana
Pantopipetta armoricana is een zeespin uit de familie Austrodecidae. De soort behoort tot het geslacht Pantopipetta. Pantopipetta armoricana werd in 1978 voor het eerst wetenschappelijk beschreven door Stock. 